# کیومرث (روستا)
کیومرث  (به ترکی آذربایجانی: Keymərəz) یک منطقهٔ مسکونی در جمهوری آذربایجان است که در شهرستان خاچماز واقع شده‌است.